# Rob Schistad
Robert Norman Schistad (født 28. oktober 1966) er en canadiskfødt norsk tidligere ishockeyspiller. Han blev født i Wingham, Ontario og spillede for Stavanger klubben Viking Ishockeyklubb, Spektrum Flyers, HC Sparta Praha, Schwenninger Wild Wings, EC Wilhelmshaven og Basingstoke Bison.
Han spillede for Norges ishockeyhold ved Vinter-OL 1992 og Vinter-OL 1994. 